# Lista de ministros da Justiça de Portugal

Bandeira de ministro de Portugal.

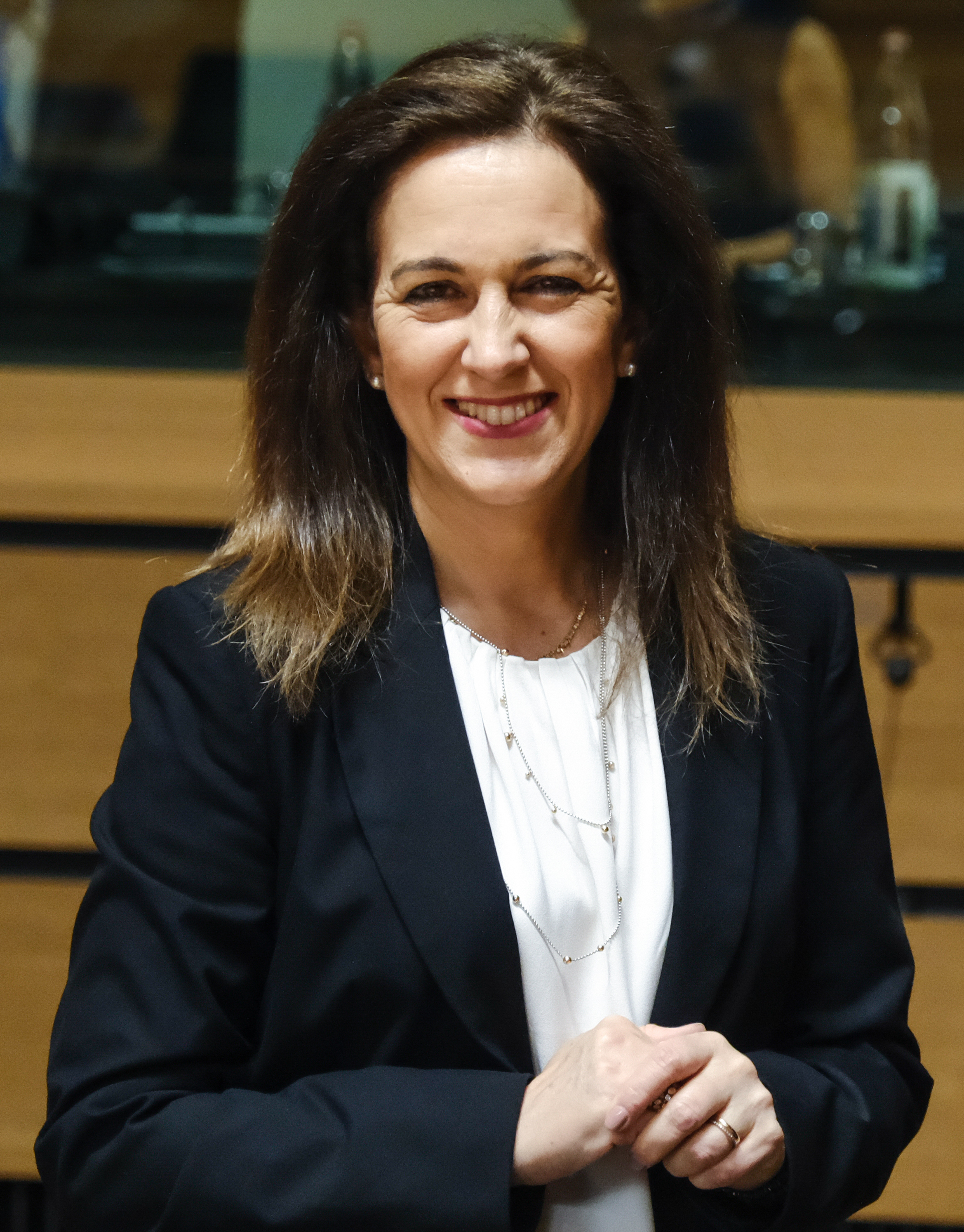
Rita Júdice, atual ministra da Justiça.

Esta é uma lista de ministros da Justiça de Portugal, entre o início do Governo de D. Miguel a 26 de fevereiro de 1828, e a atualidade. A lista cobre o Miguelismo (1828–1834), a Monarquia Constitucional (1830–1910), a Primeira República (1910–1926), o período ditatorial da Ditadura Militar, Ditadura Nacional e Estado Novo (1926–1974) e o atual período democrático (1974–atualidade).

## Designação
Entre 1828 e o presente, o atual cargo de ministro da Justiça teve as seguintes designações:
- Ministro e secretário de Estado dos Negócios Eclesiásticos e de Justiça ou, mais tarde, Ministro dos Negócios Eclesiásticos e de Justiça — designação usada entre 26 de fevereiro de 1828 e 5 de outubro de 1910;
- Ministro da Justiça — designação usada entre 5 de outubro de 1910 e 1 de dezembro de 1914
- Ministro da Justiça e dos Cultos — designação usada entre 1 de dezembro de 1914 e 15 de maio de 1918;
- Secretário de Estado da Justiça e dos Cultos — designação usada entre 15 de maio de 1918 e 16 de dezembro de 1918;
- Ministro da Justiça e dos Cultos — designação usada entre 16 de dezembro de 1918 e 23 de outubro de 1934;
- Ministro da Justiça — designação usada entre 23 de outubro de 1934 e 4 de setembro de 1981;
- Ministro da Justiça e da Reforma Administrativa — designação usada entre 4 de setembro de 1981 e 9 de junho de 1983;
- Ministro da Justiça — designação usada desde 9 de junho de 1983.

## Numeração
Para efeitos de contagem, regra geral, não contam os ministros interinos em substituição de um ministro vivo e em funções. Já nos casos em que o cargo é ocupado interinamente, mas não havendo um ministro efetivamente em funções, o ministro interino conta para a numeração. Os casos em que o ministro não chega a tomar posse não são contabilizados. Os períodos em que o cargo foi ocupado por órgãos coletivos também não contam na numeração desta lista.
São contabilizados os períodos em que o ministro esteve no cargo ininterruptamente, não contando se este serve mais do que um mandato, e não contando ministros provisórios durante os respetivos mandatos. Ministros que sirvam em períodos distintos são, obviamente, distinguidos numericamente. Nos casos de António Vieira de Castro e de Artur Lopes Cardoso, cujos mandatos são interrompidos pelos dos não empossados Francisco de Paula e Oliveira e Luís Mesquita de Carvalho, respetivamente, sendo seguidamente reconduzidos no cargo, contam apenas como uma passagem pelo ministério.

## Lista
Legenda de cores

(para partidos e correntes políticas)
| Governo de D. Miguel (1828–1834)         | |                     |                                                       |                                                       |         |                                                                                       |
| #                                        | Ministro e secretário de Estado dos Negócios Eclesiásticos e de Justiça (Nascimento–Morte) | Retrato             | Início do mandato                                     | Fim do mandato                                        | Governo | Governo                                                                               |
| 1                                        | Luís de Paula Furtado de Castro do Rio de Mendonça (1796–1834) |                     | 26 de fevereiro de 1828                               | 11 de abril de 1829                                   |         | I Cadaval                                                                             |
| 2                                        | João de Matos e Vasconcelos Barbosa de Magalhães (1772–1834) |                     | 11 de abril de 1829                                   | 27 de junho de 1831                                   |         | I Cadaval                                                                             |
| –                                        | Cargo vago |                     | 27 de junho de 1831                                   | 29 de junho de 1831                                   |         | I Cadaval                                                                             |
| 3                                        | Luís de Paula Furtado de Castro do Rio de Mendonça (2.ª vez; interino a partir de 29 de junho de 1831) (1796–1834) |                     | 27 de junho de 1831                                   | 26 de maio de 1834                                    |         | I Cadaval                                                                             |
| 3                                        | Luís de Paula Furtado de Castro do Rio de Mendonça (2.ª vez; interino a partir de 29 de junho de 1831) (1796–1834) | II                  | 27 de junho de 1831                                   | 26 de maio de 1834                                    |         |                                                                                       |
| 3                                        | Luís de Paula Furtado de Castro do Rio de Mendonça (2.ª vez; interino a partir de 29 de junho de 1831) (1796–1834) | III                 | 27 de junho de 1831                                   | 26 de maio de 1834                                    |         |                                                                                       |
| Regência de D. Pedro (1830–1834)         | |                     |                                                       |                                                       |         |                                                                                       |
| #                                        | Ministro e secretário de Estado dos Negócios Eclesiásticos e de Justiça (Nascimento–Morte) | Retrato             | Início do mandato                                     | Fim do mandato                                        | Governo | Governo                                                                               |
| 1                                        | Luís da Silva Mouzinho de Albuquerque (1792–1846) |                     | 15 de março de 1830                                   | 14 de janeiro de 1831                                 |         | Gov. Reg.                                                                             |
| –                                        | António César de Vasconcelos Correia (interino) (1797–1865) |                     | 14 de janeiro de 1831                                 | 2 de julho de 1831                                    |         | Gov. Reg.                                                                             |
| 2                                        | José António Ferreira Brak-Lamy (1780–1847) |                     | 2 de julho de 1831                                    | 10 de outubro de 1831                                 |         | Gov. Reg.                                                                             |
| 3                                        | José Dionísio da Serra (1772–1836) |                     | 10 de outubro de 1831                                 | 3 de março de 1832                                    |         | Gov. Reg.                                                                             |
| 4                                        | José Xavier Mouzinho da Silveira (interino) (1780–1849) |                     | 3 de março de 1832                                    | 3 de dezembro de 1832                                 |         | Gov. Reg.                                                                             |
| 5                                        | Joaquim António de Magalhães (1795–1848) |                     | 3 de dezembro de 1832                                 | 21 de abril de 1833                                   |         | Gov. Reg.                                                                             |
| 6                                        | José da Silva Carvalho (interino) (1782–1856) |                     | 21 de abril de 1833                                   | 23 de abril de 1834                                   |         | Gov. Reg.                                                                             |
| 7                                        | Joaquim António de Aguiar (1792–1874) |                     | 23 de abril de 1834                                   | 24 de setembro de 1834                                |         | Gov. Reg.                                                                             |
| Monarquia Constitucional (1830–1910)     | |                     |                                                       |                                                       |         |                                                                                       |
| #                                        | Ministro e secretário de Estado dos Negócios Eclesiásticos e de Justiça (Nascimento–Morte) | Retrato             | Início do mandato                                     | Fim do mandato                                        | Governo | Governo                                                                               |
| 8                                        | António Barreto Ferraz de Vasconcelos (1789–1861) |                     | 24 de setembro de 1834                                | 28 de abril de 1835                                   |         | I Palmela (até 28 abr. 1835) Linhares (desde 4 mai. 1835)                             |
| 9                                        | Manuel Duarte Leitão (1787–1856) |                     | 28 de abril de 1835                                   | 27 de maio de 1835                                    |         | I Palmela (até 28 abr. 1835) Linhares (desde 4 mai. 1835)                             |
| 10                                       | Manuel António de Carvalho (1785–1858) |                     | 27 de maio de 1835                                    | 15 de julho de 1835                                   |         | II Saldanha                                                                           |
| 11                                       | João de Sousa Pinto de Magalhães (1790–1865) |                     | 15 de julho de 1835                                   | 18 de novembro de 1835                                |         | III Saldanha                                                                          |
| 12                                       | Manuel António Velez Caldeira de Pina Castelo Branco (1791–1868) |                     | 18 de novembro de 1835                                | 20 de abril de 1836                                   |         | IV Loureiro                                                                           |
| 13                                       | Joaquim António de Aguiar (2.ª vez) (1792–1874) |                     | 20 de abril de 1836                                   | 10 de setembro de 1836                                |         | V Terceira                                                                            |
| 14                                       | António Manuel Lopes Vieira de Castro (1766–1842) |                     | 10 de setembro de 1836                                | 4 de novembro de 1836                                 |         | VI Lumiares                                                                           |
| –                                        | Francisco de Paula e Oliveira (não empossado) (1768–1865) |                     | 4 de novembro de 1836                                 | 5 de novembro de 1836                                 |         | G. M. Valença (não empossado)                                                         |
| –                                        | António Manuel Lopes Vieira de Castro (reconduzido) (1766–1842) |                     | 5 de novembro de 1836                                 | 27 de maio de 1837                                    |         | VII Sá da Bandeira                                                                    |
| 15                                       | Manuel da Silva Passos "Manuel" (interino) (1801–1862) |                     | 27 de maio de 1837                                    | 1 de junho de 1837                                    |         | VII Sá da Bandeira                                                                    |
| 16                                       | António Dias de Oliveira (interino) (1804–1863) |                     | 1 de junho de 1837                                    | 10 de agosto de 1837                                  |         | VIII Dias de Oliveira                                                                 |
| 17                                       | José Alexandre de Campos e Almeida (1794–1850) |                     | 10 de agosto de 1837                                  | 9 de março de 1838                                    |         | IX Sá da Bandeira                                                                     |
| 18                                       | João Gualberto de Oliveira (interino) (1788–1852) |                     | 9 de março de 1838                                    | 22 de março de 1838                                   |         | IX Sá da Bandeira                                                                     |
| 19                                       | Manuel Duarte Leitão (2.ª vez; interino) (1787–1856) |                     | 22 de março de 1838                                   | 22 de agosto de 1838                                  |         | IX Sá da Bandeira                                                                     |
| 20                                       | António Fernandes Coelho (interino) (1807–1886) |                     | 22 de agosto de 1838                                  | 18 de abril de 1839                                   |         | IX Sá da Bandeira                                                                     |
| 21                                       | João Cardoso da Cunha Araújo e Castro Portocarrero (1792–1864) |                     | 18 de abril de 1839                                   | 26 de novembro de 1839                                |         | X Sabrosa                                                                             |
| 22                                       | António Bernardo da Costa Cabral (1803–1889) |                     | 26 de novembro de 1839                                | 12 de janeiro de 1842                                 |         | XI Bonfim                                                                             |
| 22                                       | António Bernardo da Costa Cabral (1803–1889) | XII Aguiar          | 26 de novembro de 1839                                | 12 de janeiro de 1842                                 |         |                                                                                       |
| 23                                       | Joaquim António de Aguiar (3.ª vez; interino) (1792–1874) |                     | 12 de janeiro de 1842                                 | 7 de fevereiro de 1842                                |         |                                                                                       |
| 24                                       | Joaquim António de Magalhães (2.ª vez; interino) (1795–1848) |                     | 7 de fevereiro de 1842                                | 8 de fevereiro de 1842                                |         | XIII (G.E.) Palmela                                                                   |
| 25                                       | Joaquim Filipe de Soure (1805–1882) |                     | 8 de fevereiro de 1842                                | 8 de fevereiro de 1842                                |         | XIII (G.E.) Palmela                                                                   |
| –                                        | Junta Provisória de Governo composta por: António Bernardo da Costa Cabral António Vicente de Queirós, Barão da Ponte de Santa Maria Marcelino Máximo de Azevedo e Melo António Pereira dos Reis                                                |                     | 8 de fevereiro de 1842                                | 9 de fevereiro de 1842                                |         | ——                                                                                    |
| 26                                       | Luís da Silva Mouzinho de Albuquerque (2.ª vez; interino) (1792–1846) |                     | 9 de fevereiro de 1842                                | 20 de fevereiro de 1842                               |         | XIV Terceira                                                                          |
| 27                                       | João Baptista Felgueiras (1787–1848) |                     | 20 de fevereiro de 1842                               | 24 de fevereiro de 1842                               |         | XIV Terceira                                                                          |
| 28                                       | António de Azevedo Melo e Carvalho (1795–1862) |                     | 24 de fevereiro de 1842                               | 14 de setembro de 1842                                |         | XIV Terceira                                                                          |
| 29                                       | José António de Sousa Azevedo, Visconde de Algés (1796–1865) |                     | 14 de setembro de 1842                                | 27 de junho de 1844                                   |         | XIV Terceira                                                                          |
| –                                        | D. António José de Sousa Manuel de Meneses Severim de Noronha, Duque da Terceira e Conde de Vila Flor (interino) (1792–1860) |                     | 27 de junho de 1844                                   | 15 de julho de 1844                                   |         | XIV Terceira                                                                          |
| 30                                       | António Bernardo da Costa Cabral, Conde de Tomar (interino) (1803–1889) |                     | 15 de julho de 1844                                   | 3 de maio de 1845                                     |         | XIV Terceira                                                                          |
| 31                                       | José Bernardo da Silva Cabral (interino até 24 de julho de 1845) (1801–1869) |                     | 3 de maio de 1845                                     | 21 de abril de 1846                                   |         | XIV Terceira                                                                          |
| –                                        | António Bernardo da Costa Cabral, Conde de Tomar (interino) (1803–1889) |                     | 21 de abril de 1846                                   | 20 de maio de 1846                                    |         | XIV Terceira                                                                          |
| 32                                       | D. Pedro de Sousa Holstein, Duque de Palmela (interino) (1781–1850) |                     | 20 de maio de 1846                                    | 26 de maio de 1846                                    |         | XV Palmela                                                                            |
| 33                                       | Joaquim Filipe de Soure (2.ª vez) (1805–1882) |                     | 26 de maio de 1846                                    | 19 de julho de 1846                                   |         | XV Palmela                                                                            |
| 34                                       | Joaquim António de Aguiar (4.ª vez) (1792–1874) |                     | 19 de julho de 1846                                   | 6 de outubro de 1846                                  |         | XV Palmela                                                                            |
| 35                                       | José Jacinto Valente Farinho (1792–1855) |                     | 6 de outubro de 1846                                  | 28 de abril de 1847                                   |         | XVI Saldanha                                                                          |
| 36                                       | Manuel Duarte Leitão (3.ª vez) (1787–1856) |                     | 28 de abril de 1847                                   | 22 de agosto de 1847                                  |         | XVI Saldanha                                                                          |
| 37                                       | Francisco António Fernandes da Silva Ferrão (1798–1874) |                     | 22 de agosto de 1847                                  | 18 de dezembro de 1847                                |         | XVI Saldanha                                                                          |
| –                                        | Bernardo Gorjão Henriques da Cunha Coimbra Botado e Serra (interino) (1786–1854) |                     | 18 de dezembro de 1847                                | 21 de janeiro de 1848                                 |         | XVII Saldanha                                                                         |
| 38                                       | Joaquim José de Queirós (1774–1850) |                     | 21 de janeiro de 1848                                 | 21 de fevereiro de 1848                               |         | XVII Saldanha                                                                         |
| 39                                       | José Joaquim de Azevedo e Moura (1794–1876) |                     | 21 de fevereiro de 1848                               | 29 de março de 1848                                   |         | XVII Saldanha                                                                         |
| 40                                       | João Elias da Costa Faria e Silva (1788–1860) |                     | 29 de março de 1848                                   | 29 de janeiro de 1849                                 |         | XVII Saldanha                                                                         |
| 41                                       | José Marcelino de Sá Vargas (1802–1876) |                     | 29 de janeiro de 1849                                 | 18 de junho de 1849                                   |         | XVII Saldanha                                                                         |
| 42                                       | Félix Pereira de Magalhães (1794–1878) |                     | 18 de junho de 1849                                   | 1 de maio de 1851                                     |         | XVIII Tomar                                                                           |
| 42                                       | Félix Pereira de Magalhães (1794–1878) | XIX Terceira        | 18 de junho de 1849                                   | 1 de maio de 1851                                     |         |                                                                                       |
| 43                                       | Marino Miguel Franzini (interino) (1779–1861) |                     | 1 de maio de 1851                                     | 22 de maio de 1851                                    |         | XX Saldanha                                                                           |
| 44                                       | Joaquim Filipe de Soure (3.ª vez) (1805–1882) |                     | 22 de maio de 1851                                    | 7 de julho de 1851                                    |         | XXI Saldanha                                                                          |
| –                                        | D. António Bernardo da Fonseca Moniz (não empossado) (1789–1859) |                     | 7 de julho de 1851                                    | 4 de março de 1852                                    |         | XXI Saldanha                                                                          |
| 45                                       | Rodrigo da Fonseca Magalhães (interino) (1787–1858) |                     | 7 de julho de 1851                                    | 4 de março de 1852                                    |         | XXI Saldanha                                                                          |
| 46                                       | António Luís de Seabra e Sousa (1798–1895) |                     | 4 de março de 1852                                    | 19 de agosto de 1852                                  |         | XXI Saldanha                                                                          |
| 47                                       | Rodrigo da Fonseca Magalhães (2.ª vez; interino) (1787–1858) |                     | 19 de agosto de 1852                                  | 3 de setembro de 1853                                 |         | XXI Saldanha                                                                          |
| 48                                       | Frederico Guilherme da Silva Pereira (1806–1871) |                     | 3 de setembro de 1853                                 | 6 de junho de 1856                                    |         | XXI Saldanha                                                                          |
| 49                                       | Elias da Cunha Pessoa (1801–1860) |                     | 6 de junho de 1856                                    | 14 de março de 1857                                   |         | XXII Loulé                                                                            |
| 50                                       | Vicente Ferrer Neto de Paiva (1798–1886) |                     | 14 de março de 1857                                   | 4 de maio de 1857                                     |         | XXII Loulé                                                                            |
| 51                                       | António José de Ávila (interino) (1807–1881) |                     | 4 de maio de 1857                                     | 7 de dezembro de 1857                                 |         | XXII Loulé                                                                            |
| 52                                       | José Silvestre Ribeiro (1807–1891) |                     | 7 de dezembro de 1857                                 | 31 de março de 1858                                   |         | XXII Loulé                                                                            |
| 53                                       | António José de Ávila (2.ª vez; interino) (1807–1881) |                     | 31 de março de 1858                                   | 16 de março de 1859                                   |         | XXII Loulé                                                                            |
| 54                                       | João Baptista da Silva Ferrão de Carvalho Martens "Ferrão" (1824–1895) |                     | 16 de março de 1859                                   | 4 de julho de 1860                                    |         | XXIII Terceira                                                                        |
| 54                                       | João Baptista da Silva Ferrão de Carvalho Martens "Ferrão" (1824–1895) | XXIV Aguiar         | 16 de março de 1859                                   | 4 de julho de 1860                                    |         |                                                                                       |
| 55                                       | Alberto António de Morais Carvalho, pai (1801–1878) |                     | 4 de julho de 1860                                    | 21 de fevereiro de 1862                               |         | XXV Loulé                                                                             |
| 56                                       | Gaspar Pereira da Silva (1801–1870) |                     | 21 de fevereiro de 1862                               | 2 de novembro de 1863                                 |         | XXV Loulé                                                                             |
| –                                        | Anselmo José Braamcamp de Almeida Castelo Branco (interino) (1817–1885) |                     | 2 de novembro de 1863                                 | 16 de novembro de 1863                                |         | XXV Loulé                                                                             |
| –                                        | Gaspar Pereira da Silva (continuação) (1801–1870) |                     | 16 de novembro de 1963                                | 5 de março de 1865                                    |         | XXV Loulé                                                                             |
| 57                                       | D. António Frutuoso Aires de Gouveia Osório (1828–1916) |                     | 5 de março de 1865                                    | 17 de abril de 1865                                   |         | XXV Loulé                                                                             |
| 58                                       | Júlio Gomes da Silva Sanches (interino) (1803–1866) |                     | 17 de abril de 1865                                   | 4 de setembro de 1865                                 |         | XXVI Sá da Bandeira                                                                   |
| 59                                       | Augusto César Barjona de Freitas (1834–1900) |                     | 4 de setembro de 1865                                 | 4 de janeiro de 1868                                  |         | XXVII Aguiar                                                                          |
| 60                                       | António Luís de Seabra e Sousa, Visconde de Seabra (2.ª vez) (1798–1895) |                     | 4 de janeiro de 1868                                  | 22 de julho de 1868                                   |         | XXVIII Ávila                                                                          |
| –                                        | D. António Alves Martins (interino) (1808–1882) |                     | 22 de julho de 1868                                   | 15 de agosto de 1868                                  |         | XXIX Sá da Bandeira                                                                   |
| 61                                       | António Adriano Pequito Seixas de Andrade (1819–1895) |                     | 15 de agosto de 1868                                  | 18 de junho de 1869                                   |         | XXIX Sá da Bandeira                                                                   |
| –                                        | D. António Alves Martins (interino) (1808–1882) |                     | 18 de junho de 1869                                   | 24 de julho de 1869                                   |         | XXIX Sá da Bandeira                                                                   |
| –                                        | António Adriano Pequito Seixas de Andrade (continuação) (1819–1895) |                     | 24 de julho de 1869                                   | 2 de agosto de 1869                                   |         | XXIX Sá da Bandeira                                                                   |
| 62                                       | João José de Mendonça Cortês (1837–1912) |                     | 2 de agosto de 1869                                   | 11 de agosto de 1869                                  |         | XXIX Sá da Bandeira                                                                   |
| 63                                       | José Luciano de Castro Pereira Corte-Real (1834–1914) |                     | 11 de agosto de 1869                                  | 20 de maio de 1870                                    |         | XXX Loulé                                                                             |
| 64                                       | D. João Carlos Gregório Domingos Vicente Francisco de Saldanha Oliveira e Daun, Duque de Saldanha (interino) (1790–1876) |                     | 20 de maio de 1870                                    | 26 de maio de 1870                                    |         | XXXI Saldanha                                                                         |
| 65                                       | José Dias Ferreira (interino) (1837–1907) |                     | 26 de maio de 1870                                    | 29 de agosto de 1870                                  |         | XXXI Saldanha                                                                         |
| 66                                       | António José de Ávila, Marquês de Ávila e Bolama (3.ª vez; interino) (1806–1881) |                     | 29 de agosto de 1870                                  | 12 de setembro de 1870                                |         | XXXII Sá da Bandeira                                                                  |
| 67                                       | D. António Alves Martins (interino) (1808–1882) |                     | 12 de setembro de 1870                                | 29 de outubro de 1870                                 |         | XXXII Sá da Bandeira                                                                  |
| 68                                       | Augusto Saraiva de Carvalho (1839–1882) |                     | 29 de outubro de 1870                                 | 30 de janeiro de 1871                                 |         | XXXIII Ávila                                                                          |
| 69                                       | José Eduardo de Melo Gouveia (interino) (1815–1893) |                     | 30 de janeiro de 1871                                 | 1 de março de 1871                                    |         | XXXIII Ávila                                                                          |
| 70                                       | José Marcelino de Sá Vargas (2.ª vez) (1802–1876) |                     | 1 de março de 1871                                    | 13 de setembro de 1871                                |         | XXXIII Ávila                                                                          |
| 71                                       | Augusto César Barjona de Freitas (2.ª vez) (1834–1900) |                     | 13 de setembro de 1871                                | 9 de novembro de 1876                                 |         | XXXIV Fontes Pereira de Melo                                                          |
| 72                                       | António Cardoso Avelino (1822–1889) |                     | 9 de novembro de 1876                                 | 5 de março de 1877                                    |         | XXXIV Fontes Pereira de Melo                                                          |
| 73                                       | José de Sande Magalhães Mexia Salema (1816–1893) |                     | 5 de março de 1877                                    | 29 de janeiro de 1878                                 |         | XXXV Ávila                                                                            |
| 74                                       | Augusto César Barjona de Freitas (3.ª vez) (1834–1900) |                     | 29 de janeiro de 1878                                 | 15 de novembro de 1878                                |         | XXXVI Fontes Pereira de Melo                                                          |
| 75                                       | Tomás António Ribeiro Ferreira (interino) (1831–1901) |                     | 15 de novembro de 1878                                | 3 de dezembro de 1878                                 |         | XXXVI Fontes Pereira de Melo                                                          |
| 76                                       | António Maria do Couto Monteiro (1821–1896) |                     | 3 de dezembro de 1878                                 | 1 de junho de 1879                                    |         | XXXVI Fontes Pereira de Melo                                                          |
| 77                                       | Adriano de Abreu Cardoso Machado (1829–1891) |                     | 1 de junho de 1879                                    | 25 de março de 1881                                   |         | XXXVII Braamcamp                                                                      |
| 78                                       | António José de Barros e Sá (1822–1903) |                     | 25 de março de 1881                                   | 14 de novembro de 1881                                |         | XXXVIII Rodrigues Sampaio                                                             |
| 79                                       | Júlio Marques de Vilhena (1845–1928) |                     | 14 de novembro de 1881                                | 24 de outubro de 1883                                 |         | XXXIX Fontes Pereira de Melo                                                          |
| 80                                       | Lopo Vaz de Sampaio e Melo (1848–1892) |                     | 24 de outubro de 1883                                 | 4 de fevereiro de 1885                                |         | XL Fontes Pereira de Melo                                                             |
| 81                                       | Augusto César Barjona de Freitas (4.ª vez; interino) (1834–1900) |                     | 4 de fevereiro de 1885                                | 19 de novembro de 1885                                |         | XL Fontes Pereira de Melo                                                             |
| 82                                       | Manuel da Assunção (1844–1893) |                     | 19 de novembro de 1885                                | 20 de fevereiro de 1886                               |         | XL Fontes Pereira de Melo                                                             |
| 83                                       | Francisco António da Veiga Beirão (1841–1916) |                     | 20 de fevereiro de 1886                               | 6 de outubro de 1886                                  |         | XLI J. L. Castro                                                                      |
| –                                        | José Luciano de Castro Pereira Corte-Real (interino) (1834–1914) |                     | 6 de outubro de 1886                                  | 19 de outubro de 1886                                 |         | XLI J. L. Castro                                                                      |
| –                                        | Francisco António da Veiga Beirão (continuação) (1841–1916) |                     | 19 de outubro de 1886                                 | 14 de janeiro de 1890                                 |         | XLI J. L. Castro                                                                      |
| 84                                       | Lopo Vaz de Sampaio e Melo (2.ª vez) (1848–1892) |                     | 14 de janeiro de 1890                                 | 13 de outubro de 1890                                 |         | XLII Serpa                                                                            |
| 85                                       | António Emílio Correia de Sá Brandão (1821–1909) |                     | 13 de outubro de 1890                                 | 21 de maio de 1891                                    |         | XLIII Crisóstomo                                                                      |
| 86                                       | Alberto António de Morais Carvalho, filho (1853–1932) |                     | 21 de maio de 1891                                    | 17 de janeiro de 1892                                 |         | XLIV Crisóstomo                                                                       |
| 87                                       | D. António Frutuoso Aires de Gouveia Osório, bispo de Betsaida (2.ª vez; interino) (1828–1916) |                     | 17 de janeiro de 1892                                 | 27 de maio de 1892                                    |         | XLV Dias Ferreira                                                                     |
| 88                                       | António Teles Pereira de Vasconcelos Pimentel (1832–1907) |                     | 27 de maio de 1892                                    | 22 de fevereiro de 1893                               |         | XLVI Dias Ferreira                                                                    |
| 89                                       | António de Azevedo Castelo Branco (1842–1916) |                     | 22 de fevereiro de 1893                               | 7 de fevereiro de 1897                                |         | XLVII Hintze Ribeiro                                                                  |
| 90                                       | Francisco António da Veiga Beirão (2.ª vez) (1841–1916) |                     | 7 de fevereiro de 1897                                | 18 de agosto de 1898                                  |         | XLVIII J. L. Castro                                                                   |
| 91                                       | José Maria de Alpoim Cerqueira Borges Cabral (1858–1916) |                     | 18 de agosto de 1898                                  | 25 de junho de 1900                                   |         | XLIX J. L. Castro                                                                     |
| 92                                       | Artur Alberto de Campos Henriques (1852–1922) |                     | 25 de junho de 1900                                   | 4 de julho de 1903                                    |         | L Hintze Ribeiro                                                                      |
| 92                                       | Artur Alberto de Campos Henriques (1852–1922) | LI Hintze Ribeiro   | 25 de junho de 1900                                   | 4 de julho de 1903                                    |         |                                                                                       |
| –                                        | Luís Augusto Pimentel Pinto (interino) (1843–1913) |                     | 4 de julho de 1903                                    | 7 de setembro de 1903                                 |         |                                                                                       |
| –                                        | Artur Alberto de Campos Henriques (continuação) (1852–1922) |                     | 7 de setembro de 1903                                 | 20 de outubro de 1904                                 |         |                                                                                       |
| 93                                       | José Maria de Alpoim Cerqueira Borges Cabral (2.ª vez) (1858–1916) |                     | 20 de outubro de 1904                                 | 10 de maio de 1905                                    |         | LII J. L. Castro                                                                      |
| 94                                       | Artur Pinto de Miranda Montenegro (1871–1941) |                     | 10 de maio de 1905                                    | 20 de março de 1906                                   |         | LII J. L. Castro                                                                      |
| 94                                       | Artur Pinto de Miranda Montenegro (1871–1941) | LIII J. L. Castro   | 10 de maio de 1905                                    | 20 de março de 1906                                   |         |                                                                                       |
| 95                                       | Artur Alberto de Campos Henriques (2.ª vez) (1852–1922) |                     | 20 de março de 1906                                   | 19 de maio de 1906                                    |         | LIV Hintze Ribeiro                                                                    |
| 96                                       | José Joaquim de Abreu do Couto de Amorim Novais (1855–1913) |                     | 19 de maio de 1906                                    | 2 de maio de 1907                                     |         | LV Franco                                                                             |
| 97                                       | António José Teixeira de Abreu (1865–1930) |                     | 2 de maio de 1907                                     | 4 de fevereiro de 1908                                |         | LV Franco                                                                             |
| 98                                       | Artur Alberto de Campos Henriques (3.ª vez) (1852–1922) |                     | 4 de fevereiro de 1908                                | 25 de dezembro de 1908                                |         | LVI Ferreira do Amaral                                                                |
| 99                                       | João de Alarcão Velasques Sarmento Osório (1854–1918) |                     | 25 de dezembro de 1908                                | 11 de abril de 1909                                   |         | LVII Campos Henriques                                                                 |
| 100                                      | Amadeu Teles da Silva de Afonseca Mesquita de Castro Pereira e Solla, Conde de Castro e Solla (1874–1948) |                     | 11 de abril de 1909                                   | 14 de maio de 1909                                    |         | LVIII Teles                                                                           |
| 101                                      | Francisco José de Medeiros (1845–1912) |                     | 14 de maio de 1909                                    | 26 de outubro de 1909                                 |         | LIX Lima                                                                              |
| 102                                      | Venceslau de Sousa Pereira de Lima (interino) (1858–1919) |                     | 26 de outubro de 1909                                 | 22 de dezembro de 1909                                |         | LIX Lima                                                                              |
| 103                                      | Artur Pinto de Miranda Montenegro (2.ª vez) (1871–1941) |                     | 22 de dezembro de 1909                                | 10 de maio de 1910                                    |         | LX Veiga Beirão                                                                       |
| 104                                      | Francisco António da Veiga Beirão (3.ª vez) (1841–1916) |                     | 10 de maio de 1910                                    | 26 de junho de 1910                                   |         | LX Veiga Beirão                                                                       |
| 105                                      | Manuel Joaquim Fratel (1869–1938) |                     | 26 de junho de 1910                                   | 5 de outubro de 1910                                  |         | LXI Teixeira de Sousa                                                                 |
| Primeira República (1911–1926)           | |                     |                                                       |                                                       |         |                                                                                       |
| #                                        | Ministro da Justiça (Nascimento–Morte) | Retrato             | Início do mandato                                     | Fim do mandato                                        | Governo | Governo                                                                               |
| Governo Provisório (1910–1911)           | |                     |                                                       |                                                       |         |                                                                                       |
| 106                                      | Afonso Augusto da Costa (1871–1937) |                     | 5 de outubro de 1910                                  | 14 de março de 1911                                   |         | Gov. Prov. (I) Braga                                                                  |
| –                                        | Bernardino Luís Machado Guimarães (interino) (1851–1944) |                     | 14 de março de 1911                                   | 4 de abril de 1911                                    |         | Gov. Prov. (I) Braga                                                                  |
| –                                        | Afonso Augusto da Costa (continuação) (1871–1937) |                     | 4 de abril de 1911                                    | 18 de maio de 1911                                    |         | Gov. Prov. (I) Braga                                                                  |
| –                                        | Bernardino Luís Machado Guimarães (interino) (1851–1944) |                     | 18 de maio de 1911                                    | 26 de julho de 1911                                   |         | Gov. Prov. (I) Braga                                                                  |
| –                                        | Afonso Augusto da Costa (continuação) (1871–1937) |                     | 26 de julho de 1911                                   | 3 de setembro de 1911                                 |         | Gov. Prov. (I) Braga                                                                  |
| Governos Constitucionais (1911–1917)     | |                     |                                                       |                                                       |         |                                                                                       |
| 107                                      | Diogo Tavares de Melo Leote (1849–1920) |                     | 4 de setembro de 1911                                 | 12 de novembro de 1911                                |         | II Chagas                                                                             |
| 108                                      | António Caetano Macieira Júnior (1875–1918) |                     | 12 de novembro de 1911                                | 16 de junho de 1912                                   |         | III Vasconcelos                                                                       |
| 109                                      | Francisco Correia de Lemos (1852–1914) |                     | 16 de junho de 1912                                   | 9 de janeiro de 1913                                  |         | IV Leite                                                                              |
| 110                                      | Álvaro Xavier de Castro (1878–1928) |                     | 9 de janeiro de 1913                                  | 9 de fevereiro de 1914                                |         | V Costa                                                                               |
| 111                                      | Manuel Joaquim Rodrigues Monteiro (1879–1952) |                     | 9 de fevereiro de 1914                                | 23 de junho de 1914                                   |         | VI Machado                                                                            |
| 112                                      | Bernardino Luís Machado Guimarães (interino) (1851–1944) |                     | 23 de junho de 1914                                   | 22 de julho de 1914                                   |         | VII Machado                                                                           |
| 113                                      | Eduardo Augusto de Sousa Monteiro (1864–1965) |                     | 22 de julho de 1914                                   | 1 de dezembro de 1914                                 |         | VII Machado                                                                           |
| #                                        | Ministro da Justiça e dos Cultos (Nascimento–Morte) | Retrato             | Início do mandato                                     | Fim do mandato                                        |         | VII Machado                                                                           |
| –                                        | Eduardo Augusto de Sousa Monteiro (continuação) (1864–1965) |                     | 1 de dezembro de 1914                                 | 12 de dezembro de 1914                                |         | VII Machado                                                                           |
| 114                                      | Augusto Luís Vieira Soares (interino) (1873–1954) |                     | 12 de dezembro de 1914                                | 21 de dezembro de 1914                                |         | VIII Azevedo Coutinho                                                                 |
| 115                                      | José Maria Vilhena Barbosa de Magalhães (1879–1959) |                     | 21 de dezembro de 1914                                | 25 de janeiro de 1915                                 |         | VIII Azevedo Coutinho                                                                 |
| 116                                      | José Joaquim Pereira Pimenta de Castro (interino) (1846–1918) |                     | 25 de janeiro de 1915                                 | 28 de janeiro de 1915                                 |         | IX Pimenta de Castro                                                                  |
| 117                                      | Guilherme Alves Moreira (1861–1922) |                     | 28 de janeiro de 1915                                 | 14 de maio de 1915                                    |         | IX Pimenta de Castro                                                                  |
| –                                        | Junta Constitucional composta por: José Maria Mendes Ribeiro Norton de Matos António Maria da Silva José de Freitas Ribeiro Alfredo Ernesto de Sá Cardoso Álvaro Xavier de Castro                                                               |                     | 14 de maio de 1915                                    | 15 de maio de 1915                                    |         | ——                                                                                    |
| 118                                      | Paulo José Falcão (1873–1950) |                     | 15 de maio de 1915                                    | 19 de junho de 1915                                   |         | X Chagas (até 29 mai. 1915) (não empossado) J. Castro (desde 17 mai. 1915) (interino) |
| 118                                      | Paulo José Falcão (1873–1950) |                     | 15 de maio de 1915                                    | 19 de junho de 1915                                   |         | X Chagas (até 29 mai. 1915) (não empossado) J. Castro (desde 17 mai. 1915) (interino) |
| 119                                      | João Catanho de Meneses (1854–1942) |                     | 19 de junho de 1915                                   | 15 de março de 1916                                   |         | XI J. Castro                                                                          |
| 119                                      | João Catanho de Meneses (1854–1942) | XII Costa           | 19 de junho de 1915                                   | 15 de março de 1916                                   |         |                                                                                       |
| 120                                      | Luís Augusto de Sales Pinto Mesquita de Carvalho (1868–1931) |                     | 15 de março de 1916                                   | 25 de abril de 1917                                   |         | XIII Almeida                                                                          |
| 121                                      | Alexandre Braga, filho (1871–1921) |                     | 25 de abril de 1917                                   | 28 de novembro de 1917                                |         | XIV Costa                                                                             |
| –                                        | José Maria Vilhena Barbosa de Magalhães (interino) (1879–1959) |                     | 28 de novembro de 1917                                | 8 de dezembro de 1917                                 |         | XIV Costa                                                                             |
| República Nova (1917–1918)               | |                     |                                                       |                                                       |         |                                                                                       |
| –                                        | Junta Revolucionária composta por: Sidónio Bernardino Cardoso da Silva Pais (Presidente) António Maria de Azevedo Machado Santos (Vogal) José Feliciano da Costa Júnior (Vogal)                                                                 |                     | 8 de dezembro de 1917                                 | 11 de dezembro de 1917                                |         | ——                                                                                    |
| 122                                      | Alberto de Moura Pinto (1883–1960) |                     | 11 de dezembro de 1917                                | 7 de março de 1918                                    |         | XV Pais                                                                               |
| 123                                      | Martinho Nobre de Melo (1891–1985) |                     | 7 de março de 1918                                    | 15 de maio de 1918                                    |         | XV Pais                                                                               |
| #                                        | Secretário de Estado da Justiça e dos Cultos (Nascimento–Morte) | Retrato             | Início do mandato                                     | Fim do mandato                                        | Governo | Governo                                                                               |
| 124                                      | Alberto Osório de Castro (1868–1946) |                     | 15 de maio de 1918                                    | 8 de outubro de 1918                                  |         | XVI Pais (até 14 dez. 1918) Canto e Castro (desde 15 dez. 1918)                       |
| 125                                      | Jorge Couceiro da Costa (1858–1937) |                     | 8 de outubro de 1918                                  | 16 de dezembro de 1918                                |         | XVI Pais (até 14 dez. 1918) Canto e Castro (desde 15 dez. 1918)                       |
| #                                        | Ministro da Justiça e dos Cultos (Nascimento–Morte) | Retrato             | Início do mandato                                     | Fim do mandato                                        |         | XVI Pais (até 14 dez. 1918) Canto e Castro (desde 15 dez. 1918)                       |
| –                                        | Jorge Couceiro da Costa (continuação) (1858–1937) |                     | 16 de dezembro de 1918                                | 23 de dezembro de 1918                                |         | XVI Pais (até 14 dez. 1918) Canto e Castro (desde 15 dez. 1918)                       |
| Governos Constitucionais (1918–1926)     | |                     |                                                       |                                                       |         |                                                                                       |
| 126                                      | Afonso de Melo Pinto Veloso (1878–1968) |                     | 23 de dezembro de 1918                                | 7 de janeiro de 1919                                  |         | XVII Tamagnini Barbosa                                                                |
| 127                                      | Francisco Joaquim Fernandes (1869–1923) |                     | 7 de janeiro de 1919                                  | 27 de janeiro de 1919                                 |         | XVIII Tamagnini Barbosa                                                               |
| 128                                      | Francisco Manuel Couceiro da Costa (1870–1925) |                     | 27 de janeiro de 1919                                 | 15 de fevereiro de 1919                               |         | XIX Relvas                                                                            |
| –                                        | Domingos Leite Pereira (interino) (1882–1956) |                     | 15 de fevereiro de 1919                               | data indeterminada (antes de 22 de fevereiro de 1919) |         | XIX Relvas                                                                            |
| –                                        | Francisco Manuel Couceiro da Costa (continuação) (1870–1925) |                     | data indeterminada (antes de 22 de fevereiro de 1919) | 30 de março de 1919                                   |         | XIX Relvas                                                                            |
| 129                                      | António Joaquim Granjo (1881–1921) |                     | 30 de março de 1919                                   | 29 de junho de 1919                                   |         | XX Pereira                                                                            |
| 130                                      | Artur Alberto da Cunha Camacho Lopes Cardoso (1881–1968) |                     | 29 de junho de 1919                                   | 15 de janeiro de 1920                                 |         | XXI Sá Cardoso                                                                        |
| –                                        | Luís Augusto de Sales Pinto Mesquita de Carvalho (não empossado) (1868–1931) |                     | 15 de janeiro de 1920                                 | 15 de janeiro de 1920                                 |         | XXII Fernandes Costa (não empossado)                                                  |
| –                                        | Artur Alberto da Cunha Camacho Lopes Cardoso (reconduzido) (1881–1968) |                     | 15 de janeiro de 1920                                 | 21 de janeiro de 1920                                 |         | XXI Sá Cardoso                                                                        |
| 131                                      | Luís Augusto de Sales Pinto Mesquita de Carvalho (2.ª vez) (1868–1931) |                     | 21 de janeiro de 1920                                 | 8 de março de 1920                                    |         | XXIII Pereira                                                                         |
| 132                                      | José Ramos Preto (1870–1949) |                     | 8 de março de 1920                                    | 26 de junho de 1920                                   |         | XXIV Baptista (até 6 jun. 1920) Ramos Preto (desde 6 jun. 1920)                       |
| 133                                      | António Joaquim de Oliveira e Castro (1865–1938) |                     | 26 de junho de 1920                                   | 19 de julho de 1920                                   |         | XXV Silva                                                                             |
| 134                                      | Artur Alberto da Cunha Camacho Lopes Cardoso (2.ª vez) (1881–1968) |                     | 19 de julho de 1920                                   | 23 de maio de 1921                                    |         | XXVI Granjo                                                                           |
| 134                                      | Artur Alberto da Cunha Camacho Lopes Cardoso (2.ª vez) (1881–1968) | XXVII A. Castro     | 19 de julho de 1920                                   | 23 de maio de 1921                                    |         |                                                                                       |
| 134                                      | Artur Alberto da Cunha Camacho Lopes Cardoso (2.ª vez) (1881–1968) | XXVIII Pinto        | 19 de julho de 1920                                   | 23 de maio de 1921                                    |         |                                                                                       |
| 134                                      | Artur Alberto da Cunha Camacho Lopes Cardoso (2.ª vez) (1881–1968) | XXIX Machado        | 19 de julho de 1920                                   | 23 de maio de 1921                                    |         |                                                                                       |
| 135                                      | José do Vale de Matos Cid (1871–1945) |                     | 23 de maio de 1921                                    | 30 de agosto de 1921                                  |         | XXX Barros Queirós                                                                    |
| 136                                      | Raul Lelo Portela (1888–1972) |                     | 30 de agosto de 1921                                  | 19 de outubro de 1921                                 |         | XXXI Granjo                                                                           |
| –                                        | Vasco Guedes de Vasconcelos (não empossado) (1880–1950) |                     | 19 de outubro de 1921                                 | 22 de outubro de 1921                                 |         | XXXII Coelho                                                                          |
| 137                                      | António Augusto de Almeida Arez (1868–1942) |                     | 22 de outubro de 1921                                 | 5 de novembro de 1921                                 |         | XXXII Coelho                                                                          |
| 138                                      | Vasco Guedes de Vasconcelos (1880–1950) |                     | 5 de novembro de 1921                                 | 16 de dezembro de 1921                                |         | XXXIII Maia Pinto                                                                     |
| 139                                      | António de Abranches Ferrão (1883–1932) |                     | 16 de dezembro de 1921                                | 6 de fevereiro de 1922                                |         | XXXIV Cunha Leal                                                                      |
| 140                                      | João Catanho de Meneses (2.ª vez) (1854–1942) |                     | 6 de fevereiro de 1922                                | 7 de fevereiro de 1922                                |         | XXXV Silva                                                                            |
| –                                        | Vasco Borges (interino) (1882–1942) |                     | 7 de fevereiro de 1922                                | 18 de fevereiro de 1922                               |         | XXXV Silva                                                                            |
| –                                        | João Catanho de Meneses (2.ª vez continuação) (1854–1942) |                     | 18 de fevereiro de 1922                               | 7 de dezembro de 1922                                 |         | XXXV Silva                                                                            |
| –                                        | João Catanho de Meneses (2.ª vez continuação) (1854–1942) | XXXVI Silva         | 18 de fevereiro de 1922                               | 7 de dezembro de 1922                                 |         |                                                                                       |
| 141                                      | António de Abranches Ferrão (2.ª vez) (1883–1932) |                     | 7 de dezembro de 1922                                 | 15 de novembro de 1923                                |         | XXXVII Silva                                                                          |
| 142                                      | Artur Alberto da Cunha Camacho Lopes Cardoso (3.ª vez) (1881–1968) |                     | 15 de novembro de 1923                                | 18 de dezembro de 1923                                |         | XXXVIII Ginestal Machado                                                              |
| 143                                      | José Domingues dos Santos (1887–1958) |                     | 18 de dezembro de 1923                                | 6 de julho de 1924                                    |         | XXXIX A. Castro                                                                       |
| 144                                      | João Catanho de Meneses (3.ª vez) (1854–1942) |                     | 6 de julho de 1924                                    | 22 de novembro de 1924                                |         | XL Rodrigues Gaspar                                                                   |
| 145                                      | Pedro Augusto Pereira de Castro (1867–1943) |                     | 22 de novembro de 1924                                | 15 de fevereiro de 1925                               |         | XLI Domingues dos Santos                                                              |
| 146                                      | Adolfo Augusto de Oliveira Coutinho (1875–1950) |                     | 15 de fevereiro de 1925                               | 1 de julho de 1925                                    |         | XLII Guimarães                                                                        |
| 147                                      | Augusto Casimiro Alves Monteiro (1861–1958) |                     | 1 de julho de 1925                                    | 17 de dezembro de 1925                                |         | XLIII Silva                                                                           |
| 147                                      | Augusto Casimiro Alves Monteiro (1861–1958) | XLIV Pereira        | 1 de julho de 1925                                    | 17 de dezembro de 1925                                |         |                                                                                       |
| 148                                      | João Catanho de Meneses (4.ª vez) (1854–1942) |                     | 17 de dezembro de 1925                                | 29 de maio de 1926                                    |         | XLV Silva                                                                             |
| Segunda República (1926–1974)            | |                     |                                                       |                                                       |         |                                                                                       |
| #                                        | Ministro da Justiça e dos Cultos (Nascimento–Morte) | Retrato             | Início do mandato                                     | Fim do mandato                                        | Governo | Governo                                                                               |
| Ditadura Militar (1926–1928)             | |                     |                                                       |                                                       |         |                                                                                       |
| –                                        | Junta de Salvação Pública composta por: José Mendes Cabeçadas Júnior (Presidente) Armando Humberto da Gama Ochoa Jaime Pereira Rodrigues Baptista Carlos de Jesus Vilhena                                                                       |                     | 29 de maio de 1926                                    | 30 de maio de 1926                                    |         | ——                                                                                    |
| 149                                      | José Mendes Cabeçadas Júnior (interino até 1 de junho) (1883–1965) |                     | 30 de maio de 1926                                    | 3 de junho de 1926                                    |         | I Mendes Cabeçadas                                                                    |
| 150                                      | Manuel Rodrigues Júnior (1889–1946) |                     | 3 de junho de 1926                                    | 11 de abril de 1928                                   |         | I Mendes Cabeçadas                                                                    |
| 150                                      | Manuel Rodrigues Júnior (1889–1946) | II Gomes da Costa   | 3 de junho de 1926                                    | 11 de abril de 1928                                   |         |                                                                                       |
| 150                                      | Manuel Rodrigues Júnior (1889–1946) | III Carmona         | 3 de junho de 1926                                    | 11 de abril de 1928                                   |         |                                                                                       |
| 151                                      | António Maria de Bettencourt Rodrigues (1854–1933) |                     | 11 de abril de 1928                                   | 18 de abril de 1928                                   |         |                                                                                       |
| Ditadura Nacional (1928–1933)            | |                     |                                                       |                                                       |         |                                                                                       |
| 152                                      | José da Silva Monteiro (1867–1940) |                     | 18 de abril de 1928                                   | 10 de novembro de 1928                                |         | IV Freitas                                                                            |
| 153                                      | Mário de Figueiredo (1890–1969) |                     | 10 de novembro de 1928                                | 8 de julho de 1929                                    |         | V Freitas                                                                             |
| 154                                      | Francisco Xavier da Silva Teles (interino) (1860–1930) |                     | 8 de julho de 1929                                    | 15 de julho de 1929                                   |         | VI Ivens Ferraz                                                                       |
| 155                                      | Luís Maria Lopes da Fonseca (1883–1974) |                     | 15 de julho de 1929                                   | 23 de janeiro de 1931                                 |         | VI Ivens Ferraz                                                                       |
| 155                                      | Luís Maria Lopes da Fonseca (1883–1974) | VII Oliveira        | 15 de julho de 1929                                   | 23 de janeiro de 1931                                 |         |                                                                                       |
| 156                                      | Domingos Augusto Alves da Costa e Oliveira (interino) (1873–1957) |                     | 23 de janeiro de 1931                                 | 26 de janeiro de 1931                                 |         |                                                                                       |
| 157                                      | José de Almeida Eusébio (1881–1945) |                     | 26 de janeiro de 1931                                 | 5 de julho de 1932                                    |         |                                                                                       |
| 158                                      | Manuel Rodrigues Júnior (2.ª vez) (1889–1946) |                     | 5 de julho de 1932                                    | 11 de abril de 1933                                   |         | VIII Oliveira Salazar                                                                 |
| Estado Novo (1933–1974)                  | |                     |                                                       |                                                       |         |                                                                                       |
| –                                        | Manuel Rodrigues Júnior (2.ª vez continuação) (1889–1946) |                     | 11 de abril de 1933                                   | 23 de outubro de 1934                                 |         | I Oliveira Salazar                                                                    |
| #                                        | Ministro da Justiça (Nascimento–Morte) | Retrato             | Início do mandato                                     | Fim do mandato                                        | Governo | Governo                                                                               |
| –                                        | Manuel Rodrigues Júnior (2.ª vez continuação) (1889–1946) |                     | 23 de outubro de 1934                                 | 28 de agosto de 1940                                  |         | I Oliveira Salazar                                                                    |
| –                                        | Manuel Rodrigues Júnior (2.ª vez continuação) (1889–1946) | II Oliveira Salazar | 23 de outubro de 1934                                 | 28 de agosto de 1940                                  |         |                                                                                       |
| 159                                      | Adriano Pais da Silva Vaz Serra (1903–1989) |                     | 28 de agosto de 1940                                  | 6 de setembro de 1944                                 |         |                                                                                       |
| 160                                      | Manuel Gonçalves Cavaleiro de Ferreira (1911–1992) |                     | 6 de setembro de 1944                                 | 7 de agosto de 1954                                   |         |                                                                                       |
| –                                        | Cargo vago |                     | 7 de agosto de 1954                                   | 14 de agosto de 1954                                  |         |                                                                                       |
| 161                                      | João de Matos Antunes Varela (1919–2005) |                     | 14 de agosto de 1954                                  | 31 de maio de 1955                                    |         |                                                                                       |
| 162                                      | Fernando de Andrade Pires de Lima (interino) (1906–1970) |                     | 31 de maio de 1955                                    | 30 de junho de 1955                                   |         |                                                                                       |
| 163                                      | João de Matos Antunes Varela (2.ª vez) (1919–2005) |                     | 30 de junho de 1955                                   | 22 de setembro de 1967                                |         |                                                                                       |
| 164                                      | Mário Júlio Brito de Almeida Costa (1927–2025) |                     | 22 de setembro de 1967                                | 7 de novembro de 1973                                 |         | II Oliveira Salazar                                                                   |
| 164                                      | Mário Júlio Brito de Almeida Costa (1927–2025) | III Caetano         | 22 de setembro de 1967                                | 7 de novembro de 1973                                 |         |                                                                                       |
| 165                                      | António Maria de Mendonça Lino Neto (1913–1980) |                     | 7 de novembro de 1973                                 | 25 de abril de 1974                                   |         |                                                                                       |
| Terceira República (1974–presente)       | |                     |                                                       |                                                       |         |                                                                                       |
| #                                        | Ministro da Justiça (Nascimento–Morte) | Retrato             | Início do mandato                                     | Fim do mandato                                        | Governo | Governo                                                                               |
| Junta de Salvação Nacional (1974)        | |                     |                                                       |                                                       |         |                                                                                       |
| –                                        | Junta de Salvação Nacional composta por: António Sebastião Ribeiro de Spínola (Presidente) Francisco da Costa Gomes Jaime Silvério Marques Manuel Diogo Neto Carlos Galvão de Melo José Baptista Pinheiro de Azevedo António Alva Rosa Coutinho |                     | 25 de abril de 1974                                   | 16 de maio de 1974                                    |         | ——                                                                                    |
| Governos Provisórios (1974–1976)         | |                     |                                                       |                                                       |         |                                                                                       |
| 166                                      | Francisco de Almeida Salgado Zenha (1923–1993) |                     | 16 de maio de 1974                                    | 8 de agosto de 1975                                   |         | I Prov. Palma Carlos                                                                  |
| 166                                      | Francisco de Almeida Salgado Zenha (1923–1993) | II Prov. Gonçalves  | 16 de maio de 1974                                    | 8 de agosto de 1975                                   |         |                                                                                       |
| 166                                      | Francisco de Almeida Salgado Zenha (1923–1993) | III Prov. Gonçalves | 16 de maio de 1974                                    | 8 de agosto de 1975                                   |         |                                                                                       |
| 166                                      | Francisco de Almeida Salgado Zenha (1923–1993) | IV Prov. Gonçalves  | 16 de maio de 1974                                    | 8 de agosto de 1975                                   |         |                                                                                       |
| 167                                      | Joaquim Pinto da Rocha e Cunha (1913–1996) |                     | 8 de agosto de 1975                                   | 19 de setembro de 1975                                |         | V Prov. Gonçalves                                                                     |
| 168                                      | João de Deus Pinheiro Farinha (1919–1994) |                     | 19 de setembro de 1975                                | 22 de julho de 1976                                   |         | VI Prov. Pinheiro de Azevedo                                                          |
| Governos Constitucionais (1976-presente) | |                     |                                                       |                                                       |         |                                                                                       |
| 169                                      | António de Almeida Santos (1926–2016) |                     | 23 de julho de 1976                                   | 30 de janeiro de 1978                                 |         | I Soares                                                                              |
| 170                                      | José Dias dos Santos Pais (1929–) |                     | 30 de janeiro de 1978                                 | 29 de agosto de 1978                                  |         | II Soares                                                                             |
| 171                                      | Mário Ferreira Bastos Raposo (1929–2013) |                     | 29 de agosto de 1978                                  | 22 de novembro de 1978                                |         | III Nobre da Costa                                                                    |
| 172                                      | Eduardo Henriques da Silva Correia (1915–1991) |                     | 22 de novembro de 1978                                | 1 de agosto de 1979                                   |         | IV Mota Pinto                                                                         |
| 173                                      | Pedro de Lemos e Sousa Macedo (1928–) |                     | 1 de agosto de 1979                                   | 3 de janeiro de 1980                                  |         | V Pintasilgo                                                                          |
| 174                                      | Mário Ferreira Bastos Raposo (2.ª vez) (1929–2013) |                     | 3 de janeiro de 1980                                  | 9 de janeiro de 1981                                  |         | VI Sá Carneiro (até 4 dez. 1980) Freitas do Amaral (desde 4 dez. 1980) (interino)     |
| 175                                      | José Manuel Menéres Sampaio Pimentel (1928–2014) |                     | 9 de janeiro de 1981                                  | 4 de setembro de 1981                                 |         | VII Pinto Balsemão                                                                    |
| #                                        | Ministro da Justiça e da Reforma Administrativa (Nascimento–Morte) | Retrato             | Início do mandato                                     | Fim do mandato                                        | Governo | Governo                                                                               |
| –                                        | José Manuel Menéres Sampaio Pimentel (continuação) (1928–2014) |                     | 4 de setembro de 1981                                 | 9 de junho de 1983                                    |         | VIII Pinto Balsemão                                                                   |
| #                                        | Ministro da Justiça (Nascimento–Morte) | Retrato             | Início do mandato                                     | Fim do mandato                                        | Governo | Governo                                                                               |
| 176                                      | Rui Manuel Parente Chancerelle de Machete (1940–) |                     | 9 de junho de 1983                                    | 15 de fevereiro de 1985                               |         | IX Soares                                                                             |
| 177                                      | Mário Ferreira Bastos Raposo (3.ª vez) (1929–2013) |                     | 15 de fevereiro de 1985                               | 17 de agosto de 1987                                  |         | IX Soares                                                                             |
| 177                                      | Mário Ferreira Bastos Raposo (3.ª vez) (1929–2013) | X Cavaco Silva      | 15 de fevereiro de 1985                               | 17 de agosto de 1987                                  |         |                                                                                       |
| 178                                      | Joaquim Fernando Nogueira (1950–) |                     | 17 de agosto de 1987                                  | 5 de março de 1990                                    |         | XI Cavaco Silva                                                                       |
| 179                                      | Álvaro José Brilhante Laborinho Lúcio (1941–) |                     | 5 de março de 1990                                    | 28 de outubro de 1995                                 |         | XI Cavaco Silva                                                                       |
| 179                                      | Álvaro José Brilhante Laborinho Lúcio (1941–) | XII Cavaco Silva    | 5 de março de 1990                                    | 28 de outubro de 1995                                 |         |                                                                                       |
| 180                                      | José Eduardo Vera-Cruz Jardim (1939–) |                     | 28 de outubro de 1995                                 | 25 de outubro de 1999                                 |         | XIII Guterres                                                                         |
| 181                                      | António Luís Santos da Costa (1961–) |                     | 25 de outubro de 1999                                 | 6 de abril de 2002                                    |         | XIV Guterres                                                                          |
| 182                                      | Maria Celeste Ferreira Lopes Cardona (1951–) |                     | 6 de abril de 2002                                    | 17 de julho de 2004                                   |         | XV Durão Barroso                                                                      |
| 183                                      | José Pedro Correia de Aguiar-Branco (1957–) |                     | 17 de julho de 2004                                   | 12 de março de 2005                                   |         | XVI Santana Lopes                                                                     |
| 184                                      | Alberto Bernardes Costa (1947–) |                     | 12 de março de 2005                                   | 26 de outubro de 2009                                 |         | XVII Sócrates                                                                         |
| 185                                      | Alberto de Sousa Martins (1945–) |                     | 26 de outubro de 2009                                 | 21 de junho de 2011                                   |         | XVIII Sócrates                                                                        |
| 186                                      | Paula Maria von Hafe Teixeira da Cruz (1960–) |                     | 21 de junho de 2011                                   | 30 de outubro de 2015                                 |         | XIX Passos Coelho                                                                     |
| 187                                      | Fernando Mimoso Negrão (1955–) |                     | 30 de outubro de 2015                                 | 26 de novembro de 2015                                |         | XX Passos Coelho                                                                      |
| 188                                      | Francisca Eugénia da Silva Dias Van Dunem (1955–) |                     | 26 de novembro de 2015                                | 30 de março de 2022                                   |         | XXI Costa                                                                             |
| 188                                      | Francisca Eugénia da Silva Dias Van Dunem (1955–) | XXII Costa          | 26 de novembro de 2015                                | 30 de março de 2022                                   |         |                                                                                       |
| 189                                      | Catarina Teresa Rola Sarmento e Castro (1970–) |                     | 30 de março de 2022                                   | 2 de abril de 2024                                    |         | XXIII Costa                                                                           |
| 190                                      | Rita Fragoso de Rhodes Alarcão Júdice de Abreu e Mota (1973–) |                     | 2 de abril de 2024                                    | presente                                              |         | XXIV Montenegro                                                                       |
| 190                                      | Rita Fragoso de Rhodes Alarcão Júdice de Abreu e Mota (1973–) | XXV Montenegro      | 2 de abril de 2024                                    | presente                                              |         |                                                                                       |

### Lista de ministros da Justiça vivos
| Nome                       | Mandato(s) | Idade              |
| -------------------------- | ---------- | ------------------ |
| José Santos Pais           | 1978       | 96 anos            |
| Pedro Sousa Macedo         | 1979–1980  | 97 anos e 172 dias |
| Rui Machete                | 1983–1985  | 85 anos e 123 dias |
| Fernando Nogueira          | 1987–1990  | 75 anos e 135 dias |
| Álvaro Laborinho Lúcio     | 1990–1995  | 83 anos e 250 dias |
| José Vera Jardim           | 1995–1999  | 86 anos e 218 dias |
| António Costa              | 1999–2002  | 64 anos e 22 dias  |
| Celeste Cardona            | 2002–2004  | 74 anos e 39 dias  |
| José Pedro Aguiar-Branco   | 2004–2005  | 68 anos e 21 dias  |
| Alberto Costa              | 2005–2009  | 77 anos e 357 dias |
| Alberto Martins            | 2009–2011  | 80 anos e 105 dias |
| Paula Teixeira da Cruz     | 2011–2015  | 65 anos e 68 dias  |
| Fernando Negrão            | 2015       | 69 anos e 252 dias |
| Francisca Van Dunem        | 2015–2022  | 69 anos e 276 dias |
| Catarina Sarmento e Castro | 2022–2024  | 55 anos e 84 dias  |
| Rita Júdice                | 2024–      | 51 anos e 243 dias |